# Hansheiri Inderkum
Hansheiri Inderkum, né le 9 juin 1947 à Altdorf, est une personnalité politique suisse, membre du Parti démocrate-chrétien (PDC).

## Biographie
Élu au conseil exécutif d'Altdorf de 1979 à 1981 et président de cette assemblée pendant la dernière année de son mandat, il siège comme député au Grand Conseil du canton d'Uri de 1984 à 1996 et en est le président pendant l'année 1992-1993. Il est ensuite élu en 1995 au Conseil des États et réélu en 1999, 2003 et 2007. En novembre 2010, il est élu, pour une année, président de cette chambre.